# Acalolepta fuscopunctata
Acalolepta fuscopunctata es una especie de escarabajo longicornio del género Acalolepta, tribu Monochamini, subfamilia Lamiinae. Fue descrita científicamente por Aurivillius en 1927.
Se distribuye por Filipinas. Mide aproximadamente 10-18 milímetros de longitud. El período de vuelo de esta especie ocurre en los meses de abril, mayo, junio, septiembre y octubre.